# Itea kiukiangensis
Itea kiukiangensis är en tvåhjärtbladig växtart som beskrevs av Cheng Chiu Huang och S.C. Huang. Itea kiukiangensis ingår i släktet Itea och familjen Iteaceae. Inga underarter finns listade i Catalogue of Life.